# Jörg Blasius
Jörg Blasius (* 1957 in Hamburg) ist ein deutscher Soziologe.

## Leben
Blasius war von 1986 bis 2001 an der Universität Köln am dortigen Zentralarchiv für Empirische Sozialforschung tätig und ist seit 2001 Professor am Institut für Politische Wissenschaft und Soziologie der Universität Bonn.
Seine Forschungsinteressen umfassen die Methoden der empirischen Sozialforschung, die angewandte Statistik (insbesondere Korrespondenzanalyse), die Stadtsoziologie, Lebensstile, die Medienforschung, die Umweltsoziologie und die politische Soziologie.

## Schriften (Auswahl)
- Gentrification. Die Aufwertung innenstadtnaher Wohnviertel, Hg. mit Jens S. Dangschat, Campus, Frankfurt a. M. 1990, ISBN 3-593-34361-4
- Gentrification und Lebensstile. Eine empirische Untersuchung, DUV, Wiesbaden 1993, ISBN 3-8244-4125-X
- Korrespondenzanalyse, Oldenbourg, München 2001, ISBN 3-486-25730-7
- Assessing the Quality of Survey Data, mit Victor Thiessen, Sage, London 2012, ISBN 1-8492-0332-6